# أندريه لورنسو إي سيلفا
أندريه لورنسو إي سيلفا (بالبرتغالية: André Lourenço e Silva‏) هو سياسي برتغالي، ولد في 2 أبريل 1976 في البرتغال. في 2015 Portuguese legislative election ‏، انتخب عضو مجلس الجمهورية ‏ عن دائرة لشبونة ‏ وقد انضم خلال فترته النيابية ‏ (23 أكتوبر 2015 – )  للكتلة البرلمانية People Animals Nature ‏.